# Krigshögskolan
Krigshögskolan (KHS) var en militärhögskola inom svenska armén som verkade i olika former åren 1866–1961. Skolan var förlagd i Stockholms garnison i Stockholm.

## Historik
Krigshögskolan (KHS) var det namn som det tidigare Högre artilleriläroverket i Marieberg antog i november 1866. Högre artilleriläroverket, ursprungligen skapat för att utbilda officerare till artilleriet inom Sveriges armé hade 1832 öppnats även för andra truppslag. År 1878 skedde en omorganisation, då den dittillsvarande Krigshögskolan delades upp i "nya" Krigshögskolan för högre officersutbildning inom armén, och Artilleri- och ingenjörhögskolan för specialistutbildning inom arméns mer tekniskt orienterade truppslag. Initiativtagare till förändringen anses ha varit dåvarande översten, senare generalmajoren Hugo Raab, som var chef för Generalstaben.
Syftet med förändringen var att bedriva krigsvetenskaplig utbildning för blivande aspiranter i generalstabskåren, som redan hade genomgått grundläggande officersutbildning. Innehållet i utbildningen var högre militär undervisning samt språk- och ridundervisning åt ett antal officerare ur armén vilka antogs efter särskild inträdesprövning. Utbildningen var tvåårig. Under Krigshögskolans första år påbörjades utbildning varje år med jämnt ordningsnummer och omfattade 20-40 officerare per kurs. Från 1905 skedde intagning varje år, med 25 elever per kurs.
Den 1 oktober 1951 införlivades Artilleri- och ingenjörhögskolans (AIHS) högre kurser. Skolan omfattade därefter en stabslinje, en vapenteknisk linje, en ingenjörlinje och en fortifikationslinje (med elever från både marinen och flygvapnet).
Krigshögskolan bestod till den 30 september 1961, då den sammanfördes den 1 oktober 1961 med svenska flygvapnets och svenska marinens motsvarande skolor och bildade Militärhögskolan, som sedan 1 januari 1997 är Försvarshögskolan.

## Krigshögskolor från 1983
Beteckningen Krigshögskola (KHS) återupptogs senare som beteckning på den vidareutbildning på mellannivå för officerare som blev resultatet av att den nya befälsordningen (NBO) infördes 1983. Utbildningen skedde försvarsgrensvis och låg till grund för befordring till löjtnant och kapten, medan den grundläggande officersutbildningen skedde inom ramen för officershögskola (OHS). De olika krigshögskolorna fanns på följande platser:
- Armén: Karlberg
- Marinen: Haninge garnison
- Flygvapnet: Uppsala garnison

I samband med reformer sammanfördes utbildningen den 1 januari 1999 vid OHS och KHS till tre försvarsmaktsgemensamma utbildningsenheter som benämndes Militärhögskolan Halmstad, Militärhögskolan Karlberg och Militärhögskolan Östersund.

## Förläggningar och övningsplatser
När den nya skolan bildades den 1 augusti 1878 kom den att förläggas till Generalstaben vid Birger Jarls torg 10. Från den 1 oktober 1905 kom skolan även att ha lokaler vid Gamla riksdagshuset på Birger Jarls torg 5. Den 1 oktober 1908 flyttades skolan till Kungliga arméförvaltningen lokaler på Munkbrogatan 2. Krigshögskolans sista adress blev Generalitetshuset på Östermalmsgatan 87, dit skolan förlades den 1 april 1913.

## Skolchefer
- 1866–1870: Claës Gustaf Breitholtz
- 1870–1878: Knut Henrik Posse
- 1878–1883: Johan Olof Billdau Stecksén
- 1883–1886: Hemming Gadd
- 1886–1889: Adolf Malmborg
- 1889–1891: Carl Axel Nordenskjöld
- 1892–1900: Carl Otto Nordensvan
- 1900–1902: Hugo Jungstedt
- 1902–1904: Lars Tingsten
- 1904–1905: Birger Sergel
- 1905–1906: Constantin Fallenius
- 1906–1913: Thorsten Rudenschöld
- 1913–1915: Carl A:son Sjögreen
- 1915–1918: Gösta Lilliehöök
- 1918–1919: Oscar Nygren
- 1919–1922: Hugo Wikner
- 1922–1926: Erik Testrup
- 1926–1930: Harald Malmberg
- 1928–1929: Martin Hanngren (Tf.)
- 1930–1932: Sture Gadd (Tf. 1929)
- 1932–1935: Folke Högberg
- 1935–1937: Einar Björk
- 1937–1940: Samuel Lars Åkerhielm
- 1939–1939: Magnus Dyrssen (Tf.)
- 1940–1942: Carl August Ehrensvärd
- 1942–1942: Viking Tamm (Tf. 1941)
- 1942–1946: Richard Åkerman
- 1946–1949: Hilding Kring
- 1949–1952: Carl Fredrik Lemmel
- 1952–1955: Hadar Cars
- 1955–1959: Gunnar af Klintberg
- 1959–1961: Erik Rosengren

## Galleri

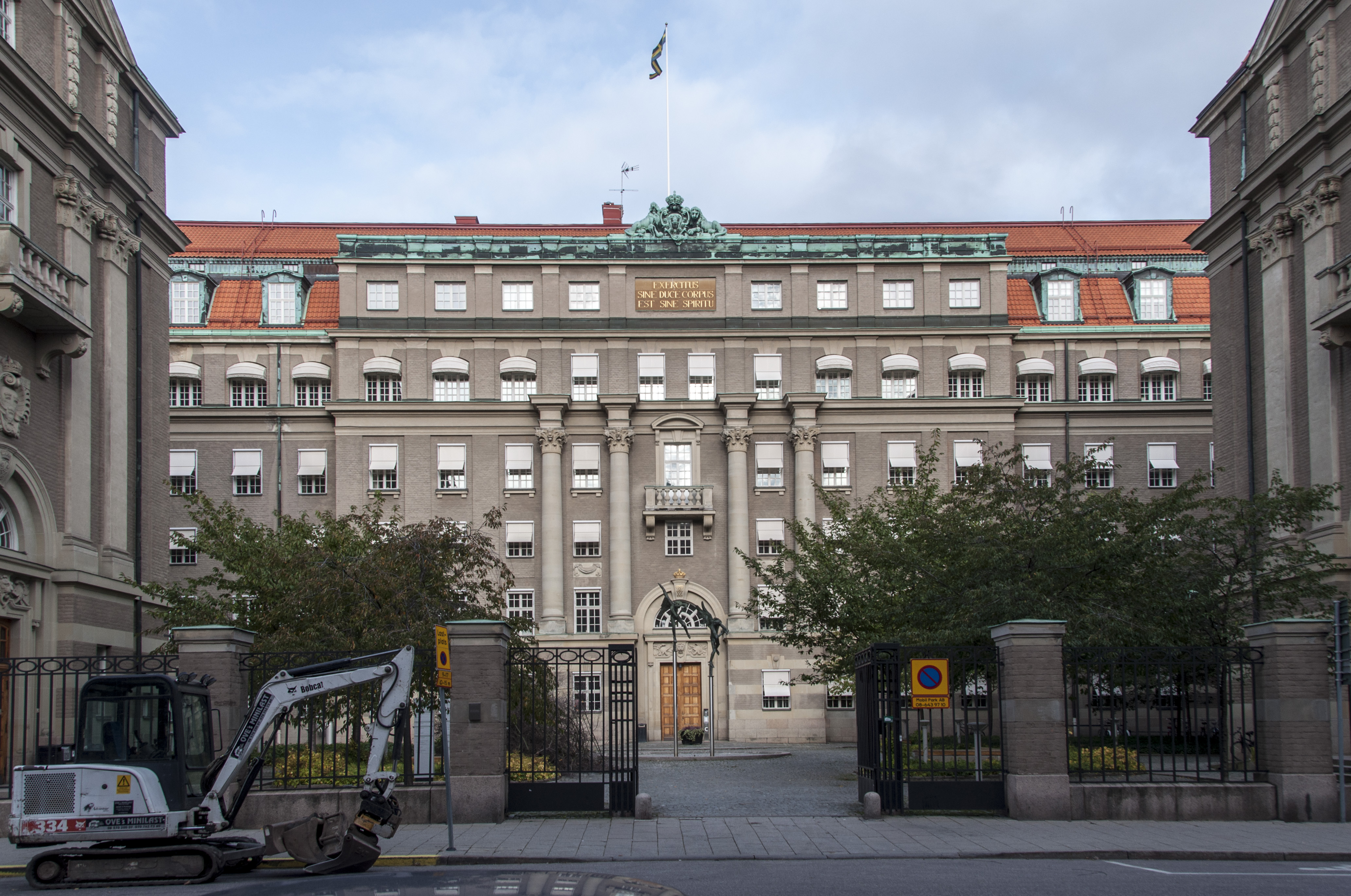
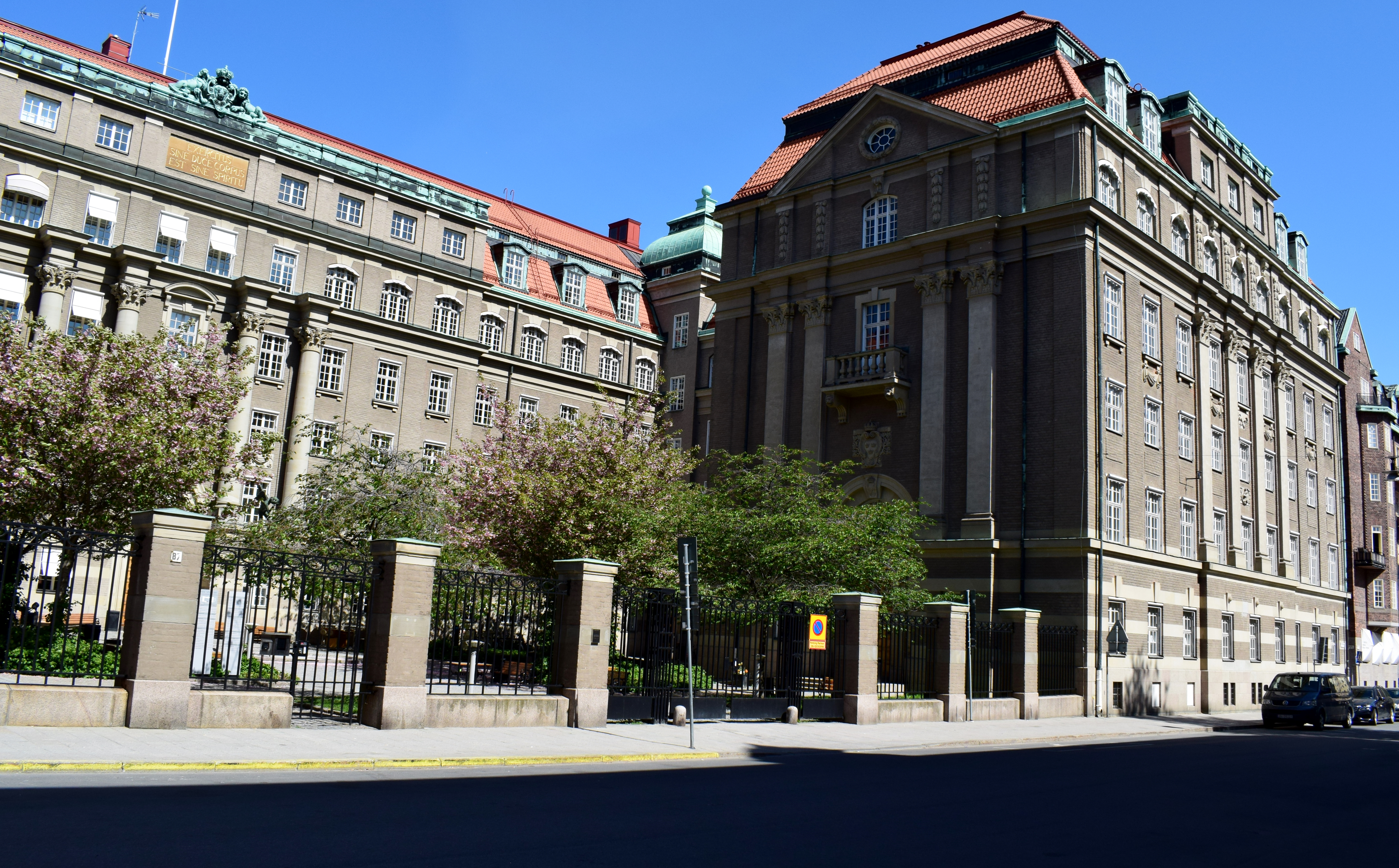
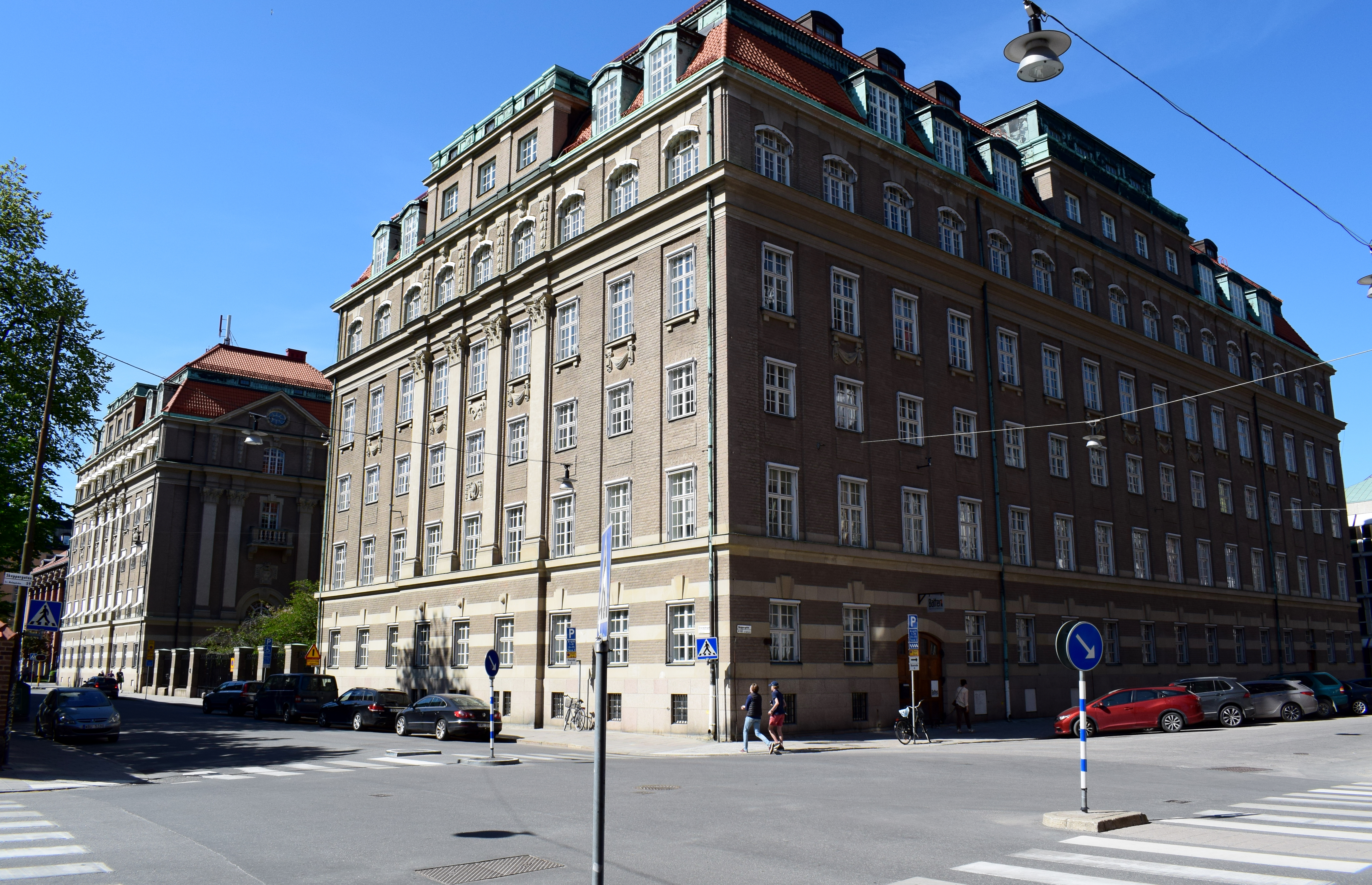
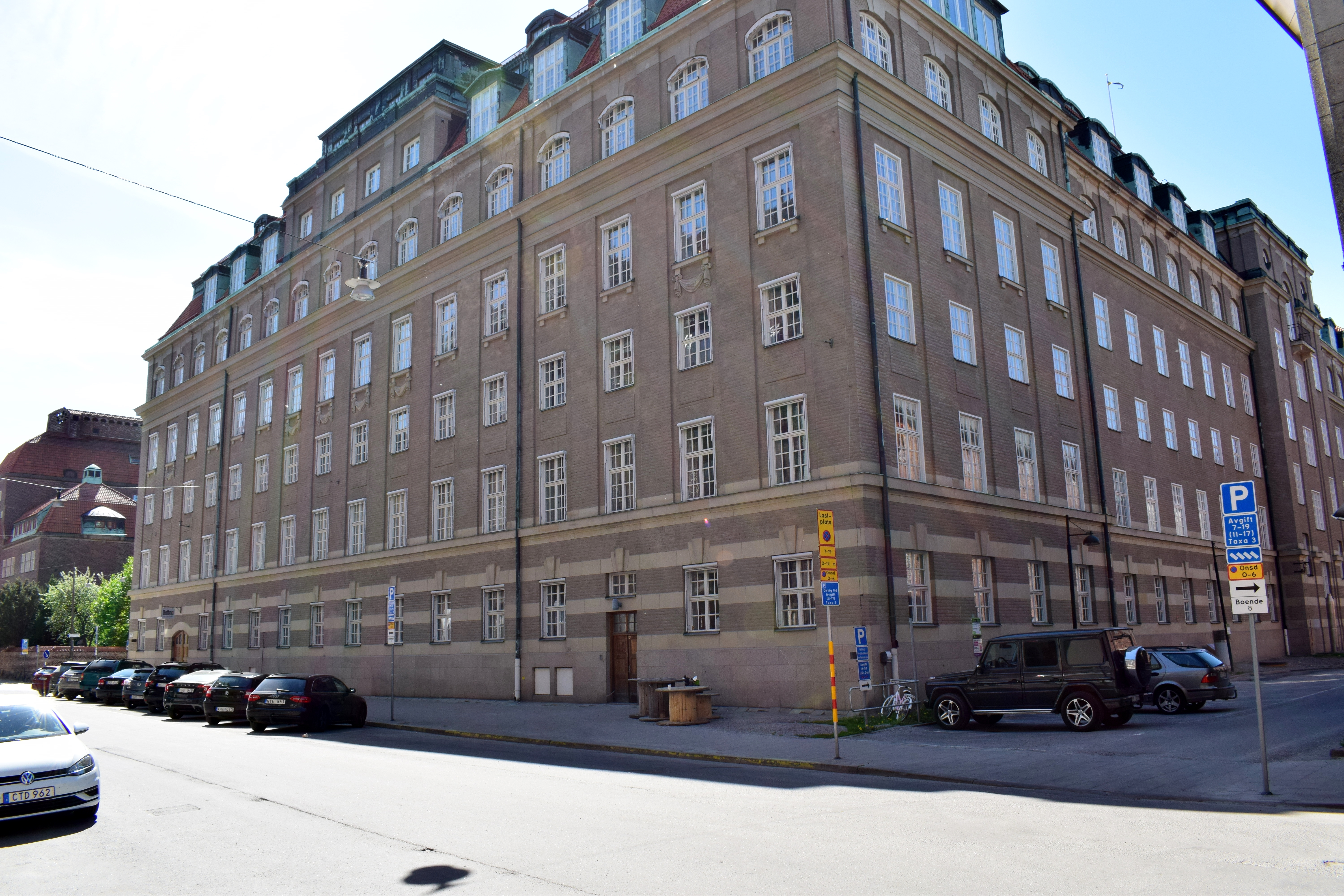

## Namn, beteckning och förläggningsort
| Kungl. Krigshögskolan | 1866-11-?? | – | 1878-07-31 |
| Kungl. Krigshögskolan | 1878-08-01 | – | 1961-09-30 |

| KHS  | 1866-11-?? | – | 1950-??-?? |
| AKHS | 1950-??-?? | – | 1951-??-?? |
| KHS  | 1951-??-?? | – | 1961-09-30 |

| Stockholms garnison (F) | 1866-11-?? | – | 1961-09-30 |